# Giáo triều Rôma
Giáo triều Rôma (tiếng Latinh: Romana Curia Ministerium suum implent) là cơ quan điều hành trung ương, được Giáo hoàng trao quyền quản lý Thành quốc Vatican và phục vụ Giáo hội Công giáo hoàn vũ với Giáo hoàng, người kế vị Thánh Phêrô, và các Giám mục, những người kế vị các Tông đồ, theo những phương thức phù hợp với bản chất của mỗi người, hoàn thành chức năng của mình với tinh thần Phúc âm, làm việc vì lợi ích và nhằm phục vụ sự hiệp thông, hiệp nhất và gây dựng Giáo hội Hoàn vũ và đáp ứng các yêu cầu của thế giới mà Giáo hội được kêu gọi để hoàn thành sứ mệnh của mình (Praedicate evangelium , Điều 1).
Cơ cấu và tổ chức các trách nhiệm trong Giáo triều hiện nay được quy định bởi Tông hiến Praedicate evangelium do Giáo hoàng Phanxicô ban hành ngày 19 tháng 3 năm 2022, có hiệu lực vào ngày 5 tháng 6 năm 2022. Trước đây cơ cấu và tổ chức các trách nhiệm trong Giáo triều được quy định bởi Tông hiến Pastor bonus do Giáo hoàng Gioan Phaolô II ban hành vào ngày 28 tháng 6 năm 1988. Tông hiến Praedicate evangelium hoàn toàn bãi bỏ và thay thế Tông hiến Pastor bonus, và nhờ đó hoàn thành công cuộc cải tổ Giáo triều Rôma.

## Các Phủ quốc vụ

### Quốc vụ khanh
Quốc vụ khanh là cơ chế lâu đời nhất của Giáo triều Rôma, có nhiệm vụ hỗ trợ Giáo hoàng thực hiện các chức năng chính trị, ngoại giao của Vatican và các sinh hoạt liên hệ tới Giáo hội Công giáo toàn cầu. Đứng đầu Phủ quốc vụ khanh Tòa Thánh là chức vị Hồng y Quốc vụ khanh, hiện nay là Hồng y Pietro Parolin. Phủ Quốc vụ khanh còn có các phân bộ:
- Phân bộ Thường vụ: có trách nhiệm giải quyết các vấn đề sau đây liên quan đến việc phục vụ hàng ngày của Giáo hoàng: xem xét những vấn đề cần thiết để giải quyết các vấn đề nằm ngoài thẩm quyền thông thường của các cơ quan khác của Tòa thánh, và thúc đẩy sự phối hợp giữa các Ban này và các cơ quan và văn phòng khác mà không ảnh hưởng đến quyền tự chủ của họ. Có trách nhiệm thực hiện mọi việc liên quan đến Đại sứ của các Quốc gia tại Tòa thánh. Người đứng đầu hiện nay là là Đức Tổng Giám mục Edgar Peña Parra.
- Phân bộ Ngoại giao: lo về các quan hệ với các chính quyền dân sự. Nó chịu trách nhiệm về những việc : xử lý các mối quan hệ ngoại giao và chính trị của Tòa thánh với các Quốc gia và với các chủ thể khác của luật pháp quốc tế và giải quyết các công việc chung nhằm thúc đẩy lợi ích của Thành Vatican và của xã hội dân sự, cũng thông qua quy định của các hiệp định và các thỏa thuận quốc tế khác, có tính đến ý kiến của các Cơ quan Giám mục liên quan; đại diện cho Tòa thánh tại các tổ chức liên chính phủ quốc tế, cũng như tại các hội nghị liên chính phủ đa phương, tận dụng sự cộng tác của các Bộ có thẩm quyền và các cơ quan của Giáo triều Rôma, nếu cần; và cấp cho nulla osta bất cứ khi nào một Bộ hoặc Cơ quan của Giáo triều La Mã dự định xuất bản một tuyên bố hoặc tài liệu liên quan đến quan hệ quốc tế hoặc quan hệ với các cơ quan dân sự. Chức vị đứng đầu hiện nay là Tổng giám mục Paul Richard Gallagher.
- Phân bộ đặc trách nhân viên ngoại giao của Toà thánh: có nhiệm vụ giám sát các nhân viên ngoại giao của Tòa Thánh trên toàn thế giới.[1] Khi thi hành nhiệm vụ của mình, Chánh Văn phòng thăm các văn phòng của Sứ thần Tòa Thánh , triệu tập và chủ tọa các cuộc họp liên quan đến các điều khoản của họ. Cộng tác với Chủ tịch Học viện Giáo hoàng về việc tuyển chọn và đào tạo các ứng viên cho cơ quan ngoại giao của Tòa thánh và duy trì liên lạc với các nhân viên ngoại giao đã nghỉ hưu. Người được bổ nhiệm đứng đầu Phân bộ mới thành lập là Tổng giám mục người Ba Lan Jan Romeo Pawlowski – hiện đang là Chánh Văn phòng các Đại diện Giáo hoàng, một loại "Phòng nhân sự" trong Phủ Quốc vụ khanh, từ năm 2015. Trước đó, ông là Sứ thần Toà thánh tại Cộng hoà Congo và Gabon (2009-2015).
- Văn phòng Thống kê Trung ương :hoạt động dưới sự quản lý của Bộ Ngoại giao Vatican, thực hiện nhiều nghiên cứu khác nhau cho Giáo triều Rôma trong suốt cả năm. Nhưng một trong những dự án lớn nhất của văn phòng là biên soạn cuốn Niên giám Thống kê hàng năm, dày 500 trang về Giáo hội. Niên giám theo dõi dân số Công giáo, theo số đầu người được rửa tội ở mỗi quốc gia và theo tỷ lệ phần trăm dân số thế giới. Người phụ trách hiện tại là Đức ông Tomislav Ɖukez.

## Các Bộ
Một đổi mới quan trọng , đó là từ nay hầu hết các cơ quan từ nay được gọi bằng danh từ chung là “Dicastero”, tạm dịch là “Bộ”, thay vì phân biệt giữa “Congregazione”, có quyền tài phán, và “Consiglio, Hội đồng, như một cơ quan tư vấn như cho đến nay. Các Dicasteri đều có phẩm giá bình đẳng. Người lãnh nhận nhiệm vụ cai quản một bộ nhận một quyền thừa ủy do Đức Giáo Hoàng chứ không do quyền từ thánh chức. Vì thế, điều này cũng nhấn mạnh sự bình đẳng cơ bản giữa mọi tín hữu đã chịu phép rửa.”

### Bộ Loan báo Tin Mừng
Bộ Loan báo Tin Mừng hướng dẫn và phối hợp các công cuộc truyền giáo của Công giáo trên khắp thế giới, vận động sự hỗ trợ về tinh thần và tài chính cho hoạt động truyền giáo. Trong số 16 bộ, đứng đầu là Bộ Loan báo Tin Mừng, được gộp từ Hội đồng Tòa Thánh cổ võ tái truyền giảng Tin Mừng và Bộ Loan báo Tin Mừng cho các Dân tộc, do chính Đức Thánh Cha điều khiển và được chia làm hai phân bộ, mỗi phân bộ do một Quyền Tổng Trưởng cai quản: Phân bộ thứ I đặc trách các vấn đề cơ bản trong việc loan báo Tin Mừng trên thế giới; Phân bộ thứ II đặc trách về việc loan báo Tin Mừng cho dân ngoại và các giáo phận mới thuộc vùng truyền giáo, cụ thể là Bộ Loan báo Tin Mừng cho các Dân tộc như cho đến nay.
Tông hiến mới đặt Bộ Loan báo Tin Mừng lên hàng đầu và nay chính Đức Giáo Hoàng đảm nhận chức vụ Bộ trưởng của Bộ này để chứng tỏ sự quan tâm đặc biệt của ngài, đồng thời nói lên tầm quan trọng hàng đầu của việc truyền giảng Tin Mừng, một “Giáo Hội đi ra”.
Đây không phải là lần đầu tiên trong lịch sử một vị Giáo Hoàng trực tiếp đảm trách một bộ của Tòa Thánh. Cho đến thời Đức Giáo Hoàng Gioan Phaolô 2, các Đức Giáo Hoàng trực tiếp đảm trách Bộ giáo lý đức tin, trước đây được gọi là Bộ Thánh Vụ, trong tư cách ngài là thầy dạy tối cao về đạo lý trong Giáo Hội. Nhưng nay, trong Tông Hiến mới, Bộ giáo lý đức tin được xếp hàng thứ hai sau Bộ Loan Báo Tin Mừng.

#### Phân bộ dành cho Tân Phúc âm hóa
Nhiệm vụ  là nghiên cứu, phối hợp với các Giáo hội cụ thể, các Hội đồng Giám mục và các Cơ cấu Thứ bậc Đông phương, các Viện Đời sống Thánh hiến và các Hiệp hội của Đời sống Tông đồ, những câu hỏi cơ bản của việc loan báo Tin Mừng và phát triển việc loan báo Tin Mừng một cách hiệu quả bằng cách xác định các hình thức, công cụ và ngôn ngữ thích hợp. Mục này tập hợp những kinh nghiệm quan trọng nhất trong lĩnh vực truyền bá Phúc âm hóa, để cung cấp chúng cho toàn thể Giáo hội. Nó khuyến khích suy tư về lịch sử truyền giáo và truyền giáo, đặc biệt trong mối quan hệ của chúng với các sự kiện chính trị, xã hội và văn hóa đã đánh dấu và tạo điều kiện cho việc rao giảng Tin Mừng. Thủ hiến hiện tại là Tổng giám mục Salvatore (Rino) Fisichella .

#### Phân bộ Truyền giáo Đầu tiên và Các Giáo hội Đặc biệt Mới
Phần hỗ trợ việc loan báo Tin Mừng và đào sâu đời sống đức tin trong các lãnh thổ lần đầu tiên truyền bá phúc âm hóa và giải quyết mọi vấn đề liên quan đến việc xây dựng các giới hạn của giáo hội hoặc các sửa đổi của chúng, cũng như việc cung cấp chúng, và nó thực hiện các nhiệm vụ khác theo cách tương tự như Tự viện Giám mục thực hiện trong phạm vi thẩm quyền của mình. Bộ, theo nguyên tắc tự trị công bằng, hỗ trợ các Giáo hội Đặc biệt mới trong công việc truyền bá phúc âm hóa lần đầu tiên và tăng trưởng, cộng tác với các Giáo hội Đặc biệt, các Hội đồng Giám mục, các Viện Đời sống Thánh hiến, các Hiệp hội của Đời sống Tông đồ, các hiệp hội, các phong trào Giáo hội, mới cộng đồng và các cơ quan hỗ trợ giáo hội. Đối với phần này, các Hiệp hội Truyền giáo của Giáo hoàng được giao phó: Hiệp hội Giáo hoàng về Truyền bá Đức tin, Hiệp hội Giáo hoàng của Thánh Phêrô Tông đồ, Hiệp hội Giáo hoàng về Tuổi thơ Truyền giáo, và Hiệp hội Giáo hoàng Truyền giáo, như những công cụ để thúc đẩy trách nhiệm truyền giáo của mỗi người đã được rửa tội và cho sự hỗ trợ của các Giáo hội Đặc biệt Mới.Tổng trưởng hiện nay là Hồng y Luis Antonio Tagle (từ 2019).;

#### Tổ chức được liên kết

##### Hội đồng Giáo lý Quốc tế
Hội đồng Giáo lý Quốc tế (COINCAT) được Giáo hoàng Paul VI thành lập vào ngày 7 tháng 6 năm 1973, với tư cách là một cơ quan tham vấn trong Bộ Giáo sĩ. Mục đích chung của COINCAT như được giải thích trong Annuario Pontificio là "nghiên cứu các chủ đề giáo lý quan trọng hơn đối với việc phục vụ Tòa Khâm sứ và các hội đồng giám mục và trình bày các đề xuất và đề xuất." Cụ thể, nó nghiên cứu các chủ đề cụ thể và các vấn đề quan trọng về giáo lý đối với Giáo hội hoàn vũ, gợi ý các giải pháp và đề xuất cho hoạt động mục vụ; nó cung cấp thông tin về sự cần thiết của việc dạy giáo lý và những cách tiếp cận mới đang được áp dụng ở nhiều nơi trên thế giới; và nó tạo điều kiện thuận lợi cho việc trao đổi kinh nghiệm giáo lý giữa Tòa thánh và các lĩnh vực đa dạng trong Giáo hội và giữa các thành viên. Chủ tịch đương nhiệm là Đức Tổng Giám mục Salvatore (Rino) Fisichella .

### Bộ Giáo lý Đức tin
Bộ Giáo lý Đức tin có trách nhiệm bảo vệ giáo lý đức tin và luân lý Công giáo, xem xét các vấn đề về giáo lý, thúc đẩy việc học giáo lý, cổ vũ những nghiên cứu và các hội nghị về vấn đề này. Bộ cũng đánh giá ý kiến của các nhà thần học, lên án hay phản bác những lý thuyết được Giáo hội Công giáo coi là sai lạc, sau khi tham khảo ý kiến các Giám mục liên hệ; các tác giả có quyền tự biện hộ. Bộ này liên hệ có trách nhiệm điều hành Ủy ban Giáo hoàng về Thánh kinh và Ủy ban Thần học và được coi là Bộ quan trọng nhất của giáo triều.
Tổng trưởng hiện nay của Bộ là Hồng y Luis Francisco Ladaria Ferrer (từ 2017).

#### Phân bộ  Giáo lý
Phần Giáo lý cổ vũ và hỗ trợ việc nghiên cứu và suy tư về sự hiểu biết đức tin và luân lý cũng như sự phát triển của thần học trong các nền văn hóa khác nhau, dưới ánh sáng của giáo lý đúng đắn và những thách thức của thời đại, để đưa ra câu trả lời, dưới ánh sáng của đức tin, cho những câu hỏi và lập luận xuất hiện cùng với sự tiến bộ của khoa học và sự tiến hóa của các nền văn minh.

#### Phân bộ kỷ luật
Bộ phận Kỷ luật, thông qua Văn phòng Kỷ luật, xử lý các tội phạm dành riêng cho Bộ Tự trị và được xử lý bởi nó thông qua quyền tài phán của Tòa án Tông Tòa Tối cao được thành lập tại đó, tiến hành tuyên bố hoặc áp đặt các hình phạt kinh điển phù hợp với các quy tắc của pháp luật, dù là thông thường hay thích hợp, không ảnh hưởng đến thẩm quyền của Sứ đồ Sám hối.

#### Các tổ chức liên kết

##### Ủy ban Toà Thánh về Bảo vệ Trẻvị thành niên
Ủy ban Toà Thánh  về Bảo vệ Trẻ vị thành niên được thành lập trong Bộ Giáo lý Đức tin. Nhiệm vụ của nó là cung cấp cho Giáo hoàng lời khuyên và lời khuyên cũng như đề xuất các sáng kiến thích hợp nhất để bảo vệ trẻ vị thành niên và những người dễ bị tổn thương và thúc đẩy trách nhiệm của địa phương trong các Giáo hội cụ thể trong việc bảo vệ tất cả trẻ vị thành niên và người lớn dễ bị tổn thương. Chủ tịch hiện tại là Seán Patrick Cardinal O'Malley .

##### Ủy ban Thần học Quốc tế
Ủy ban Thần học Quốc tế (ITC) là cơ quan của Giáo triều Rôma, có nhiệm vụ tư vấn cho Huấn quyền của nhà thờ, trong việc xem xét các câu hỏi giáo lý có tầm quan trọng lớn, đặc biệt là Bộ Tự điển về Giáo lý Đức tin. Chủ tịch của Ủy ban là Tổng trưởng ngoại giao.

##### Ủy ban Kinh thánh Giáo hoàng
Ủy ban Kinh thánh của Giáo hoàng là một cơ quan tham vấn, được đặt dưới sự phục vụ của Huấn quyền và được liên kết với Bộ Tự điển, để đảm bảo việc giải thích và bảo vệ Kinh thánh một cách thích hợp . Chủ tịch của Ủy ban là Tổng trưởng ngoại giao.

##### Hội đồng xem xét các kháng cáo của các giáo sĩ bị cáo buộc
Xem xét các kháng cáo của các giáo sĩ bị cáo buộc là một ủy ban thuộc thẩm quyền của Bộ từ bao gồm các giám mục có nhiệm vụ xem xét các trường hợp lạm dụng tình dục trẻ vị thành niên do các giáo sĩ thực hiện. Chủ tịch hiện nay là Tổng giám mục Charles Jude Scicluna.

### Bộ Bác Ái
Trong lịch sử, khi các vị Giáo Hoàng đi đâu thường có một vị gọi là “Elesimoniere di Sua Santità” (Người lo việc bác ái của Đức Thánh Cha) tháp tùng, để nhân danh Đức Thánh Cha làm việc bác ái, giúp đỡ người nghèo. Và văn phòng phụ trách việc này thuộc “gia đình của Giáo Hoàng” chứ không phải là một cơ quan trung ương của Tòa Thánh. Trước đây vị đặc trách Sở Từ thiện của Đức Thánh Cha thường là một vị Tổng giám mục, nhưng Giáo hoàng Phanxicô đã thăng vị này lên hàng Hồng Y, để nói lên mối quan tâm của ngài đối với các việc từ thiện bác ái, cụ thể nay là Đức Hồng y Konrad Krajewski người Ba Lan.

### Bộ Giáo hội Đông phương
Bộ Giáo hội Đông phương ) có thẩm quyền về mọi vấn đề liên quan đến kỷ cương của các Giáo hội Công giáo Đông phương, giúp thúc đẩy và bảo vệ quyền lợi của các giáo hội này cũng như duy trì di sản đa dạng của các truyền thống Đông phương. Thẩm quyền của Bộ áp dụng lên các khu vực: Ai Cập và bán đảo Sinai, Eritrea và Bắc Ethiopia, Nam Albania và Bulgaria, Síp, Hy Lạp, Israel, Iran, Iraq, Liban, vùng lãnh thổ Palestine, Syria, Jordan, Thổ Nhĩ Kỳ và Ukraina, cũng như cả các cộng đồng thiểu số là thành viên của các giáo hội này tại những nơi khác.
Tổng trưởng hiện nay của bộ là Hồng y Leonardo Sandri (từ 2007).

### Bộ Phụng tự và Kỷ luật Bí tích
Bộ Phụng tự và Kỷ luật Bí tích  điều hành và giám sát các vấn đề liên quan đến sự thăng tiến phụng vụ trong Giáo hội Latinh, nhất là các bí tích. Bộ có thẩm quyền cứu xét các đơn về hôn phối, ví dụ như xin hóa giải Bí tích hôn phối đã thành sự nhưng chưa giao hợp trước khi trình lên Giáo hoàng. Bộ còn đảm nhận thêm những gì không thuộc quyền hạn của Bộ Giáo lý Đức tin và Bộ các Giáo hội Đông phương.
Tổng trưởng hiện nay của bộ là Hồng y Arthur Roche (từ 2021).

#### Tổ chức được liên kết

##### Ủy ban "Vox Clara"
Ủy ban Vox Clara đã được thành lập để hỗ trợ và tư vấn cho Bộ Tư lệnh về Sự thờ phượng Thiên Chúa và Kỷ luật Bí tích trong việc hoàn thành trách nhiệm của mình đối với các bản dịch tiếng Anh của các bản văn phụng vụ. Đại diện cho các châu lục khác nhau như nó đã làm, ủy ban phản ánh tính chất quốc tế của ngôn ngữ tiếng Anh. Điều này làm cho Tòa thánh có được vô số kinh nghiệm mục vụ được đúc kết từ các nền văn hóa khác nhau. Chủ tịch đương nhiệm bị bỏ trống.

### Bộ Tuyên Thánh
Bộ Tuyên Thánh  giám sát các quá trình hết sức phức tạp và kĩ lưỡng cho việc tuyên thánh (phong thánh) một người nào đó. Sau khi chuẩn bị án phong thánh, nếu có sự minh xác về các phép lạ, án phong thánh được Bộ trình đến Giáo hoàng - người có thẩm quyền duy nhất quyết định phong thánh. Bộ cũng đảm trách lưu giữ các hài cốt và thánh tích.
Tổng trưởng Thánh bộ hiện nay là Hồng y Marcello Semeraro (từ 2020).

### Bộ Giám mục
Bộ Giám mục  giám sát sự lựa chọn các ứng viên mới cho chức Giám mục để trình Giáo hoàng. Các ứng viên do bộ này đề xuất thường không đảm trách trong vùng lãnh thổ hoặc những khu vực đã thuộc thẩm quyền của Bộ Giáo hội Đông phương. Ngoài ra, Bộ cũng đề xuất đến Giáo hoàng việc thành lập các giáo phận mới, việc thuyên chuyển Giám mục và tổ chức các Cuộc viếng thăm Ad limina.
Tổng trưởng hiện nay là Tổng giám mục Robert Francis Prevost (từ 2023).

#### Tổ chức được liên kết

##### Ủy ban Giáo hoàng vềChâu Mỹ Latinh
Nhiệm vụ của tổ chức này là nghiên cứu các câu hỏi liên quan đến đời sống và sự phát triển của các Giáo hội cụ thể này để hỗ trợ các Bộ phận liên quan theo lý do khả năng của họ và để hỗ trợ họ bằng lời khuyên và phương tiện tài chính. Nó cũng chịu trách nhiệm thúc đẩy các mối quan hệ giữa các tổ chức giáo hội quốc tế và quốc gia hoạt động cho các khu vực Châu Mỹ Latinh và các tổ chức giáo hội. Chủ tịch của Ủy ban là Tổng trưởng ngoại giao.

### Bộ Giáo sĩ
Bộ Giáo sĩ đảm trách việc liên quan đến đời sống, kỷ luật, quyền lợi và bổn phận của giáo sĩ Công giáo. Bộ này chia làm ba văn phòng:
- Văn phòng 1: phụ trách việc đào tạo và thánh hoá các linh mục.
- Văn phòng 2: phụ trách việc giảng Phúc Âm và dạy giáo lý.
- Văn phòng 3: phụ trách việc gìn giữ và quản trị tài sản của giáo hội, đời sống vật chất của giáo sĩ, chăm sóc các giáo sĩ già yếu bệnh tật hoặc nghỉ hưu.

Tổng trưởng hiện nay là Hồng y Lazzaro You Heung-Sik (từ 2021) 

#### Các tổ chức liên kết

##### Hội đồng Giáo hoàng cho Ơn gọi Linh mục
Công việc của Giáo hoàng về Ơn gọi Linh mục được thành lập trong Bộ  có trách nhiệm khuyến khích và phối hợp các nỗ lực nhằm thúc đẩy các ơn gọi trở thành linh mục thiêng liêng của Giáo hội Công giáo. Nó chủ yếu liên quan đến việc đặt ra một khái niệm đúng đắn và rõ ràng về bản chất, sự cần thiết và sự xuất sắc của chức tư tế; cổ vũ việc dâng các Thánh lễ, Rước lễ, cầu nguyện và các công việc đền tội và bác ái nhằm mục đích Thiên Chúa có thể ban cho nhiều ơn gọi linh mục xuất sắc; và khuyến khích sự phát triển của dự án được thiết lập trong mỗi giáo phận cho các ơn gọi linh mục, và cố gắng thiết lập những dự án đó ở những nơi chúng chưa tồn tại.  Chủ tịch của Ủy ban là Tổng trưởng ngoại giao.

##### Ủy ban liên ngành dành cho các ứng cử viên vào Dòng thánh
Ủy ban Liên bang dành cho các ứng cử viên vào Dòng thánh được thành lập trong Bộ tự viện chịu trách nhiệm về việc lựa chọn các ứng viên cho các chức vụ Truyền chức thánh, bao gồm việc đào tạo về nhân bản, tâm linh, giáo lý và mục vụ của họ trong các chủng viện và trong các trung tâm đặc biệt dành cho các phó tế vĩnh viễn, để họ tiếp tục đào tạo, bao gồm điều kiện sống và cách thức thực hiện thánh chức.  Chủ tịch của Ủy ban là Tổng trưởng ngoại giao.

### Bộ Tu sĩ
Bộ Tu sĩ hay tên đầy đủ là Bộ Lo về Đời sống Tận Hiến và các Hiệp hội Đời sống Tông đồ chịu trách nhiệm về tất cả những việc liên quan đến đời sống tận hiến, ơn gọi tu trì cho cả nam giới và nữ giới, các tu hội đời sống tông đồ. Bộ còn có thẩm quyền liên quan đến việc thành lập, bãi bỏ, chuyển đổi các tổ chức tu trì; phê chuẩn hiến chương, nội quy của các hội dòng; canh tân và thích nghi các hội dòng; khích lệ các tu nghị và cổ vũ việc giao hảo, hiệp thông giữa các bề trên thượng cấp của các tổ chức tu trì đó.
Tổng trưởng hiện nay là Hồng y João Bráz de Aviz (từ 2011).

#### Các tổ chức liên kết

##### Học viện Giáo hoàng về Sự sống
Bộ hợp tác với Học viện Giáo hoàng về Sự sống trong các vấn đề liên quan đến bảo vệ và thúc đẩy cuộc sống con người và sử dụng chuyên môn của mình. Nó được dành riêng để thúc đẩy đạo đức sống nhất quán của Giáo hội. Nó cũng thực hiện nghiên cứu liên quan về đạo đức sinh học và thần học đạo đức Công giáo. Chủ tịch hiện tại của Học viện là Đức Tổng Giám mục Vincenzo Paglia .

##### Viện Thần học về Hôn nhân và Khoa học Gia đình Giáo hoàng John Paul II
Viện Thần học của Giáo hoàng John Paul II về Hôn nhân và Khoa học Gia đình dành cho việc nghiên cứu sự thật về con người trong tất cả các chiều kích của nó: thần học, triết học, nhân chủng học và thực tế là vũ trụ học-khoa học. Viện tập trung nghiên cứu về con người trong cộng đồng là tế bào ban đầu của xã hội loài người: hôn nhân và gia đình.  Chủ tịch hiện tại của Viện là Đức ông Philippe Bordeyne .

### Bộ Cổ vũ Hợp nhất Kitô hữu
Bôl này lo thiết lập mối quan hệ với các cộng đoàn, giáo phái Kitô giáo khác, giải thích đúng và thực hiện tốt các nguyên tắc đại kết, tổ chức và thúc đẩy các nhóm đại kết Công giáo và phối hợp trên bình diện quốc gia và quốc tế, để cổ vũ hợp nhất Kitô hữu. Tổ chức đối thoại, đại kết với các cộng đoàn tách rời khỏi Tòa Thánh; gửi các quan sát viên của Công giáo đến dự họp với các anh em Kitô giáo hay mời đại diện của các giáo hội khác đến dự họp.
Có một ủy ban đặc trách về các quan hệ tôn giáo với Do Thái giáo liên hệ chặt chẽ với Văn phòng Thư ký của Hội đồng này.
Chủ tịch Hội đồng là Hồng y Kurt Koch và Tổng thư ký là Giám mục Brian Farrell.

#### Tổ chức được liên kết

##### Ủy ban quan hệ tôn giáo với người Do Thái
Để thúc đẩy mối quan hệ giữa người Công giáo và người Do Thái, một Ủy ban Quan hệ Tôn giáo với người Do Thái được thành lập . Nó có nhiệm vụ duy trì mối quan hệ thần học tích cực với người Do Thái và đạo Do Thái. Chủ tịch của Ủy ban là Tổng trưởng ngoại giao.

### Bộ đối thoại Liên tôn
Hội đồng có nhiệm vụ cổ vũ việc nghiên cứu và đối thoại, nhằm gia tăng sự hiểu biết và tôn trọng lẫn nhau giữa các tín hữu Kitô giáo và ngoài Kitô giáo. Hội đồng này cũng có liên hệ với Ủy ban đặc trách về quan hệ các tín hữu Hồi giáo.
Chủ tịch Hội đồng là Giám mục Miguel Ángel Ayuso Guixot.

#### Tổ chức được liên kết

##### Ủy ban quan hệ tôn giáo với người Hồi giáo
Với mục đích thúc đẩy mối quan hệ với các thành viên của các tín ngưỡng tôn giáo khác nhau, Ủy ban Quan hệ Tôn giáo với người Hồi giáo được thành lập trong Dicastery. Nó có nhiệm vụ duy trì mối quan hệ thần học tích cực với người Hồi giáo. Chủ tịch của Ủy ban là Tổng trưởng ngoại giao

### Bộ Giáo dục Công giáo
Bộ Giáo dục Công giáo  điều hành các chủng viện và các tổ chức giáo dục thuộc Công giáo như đại học, các khoa, viện nghiên cứu...
Tổng trưởng bộ này hiện nay là Hồng y  José Cardinal Tolentino de Mendonça .

#### Phần dành cho Văn hóa
Bộ phận Văn hóa thúc đẩy và duy trì các mối quan hệ giữa Tòa thánh và thế giới văn hóa, đối mặt với nhiều yêu cầu nảy sinh từ đó và đặc biệt khuyến khích đối thoại như một phương tiện không thể thiếu để gặp gỡ thực sự, tương tác qua lại và làm giàu lẫn nhau, để các nền văn hóa khác nhau có thể trở thành ngày càng cởi mở với Tin Mừng cũng như đức tin Kitô giáo nơi chúng, và để những người yêu thích nghệ thuật, văn học và khoa học, công nghệ và thể thao có thể biết và cảm thấy được Giáo hội công nhận như những người phục vụ cho việc chân thành tìm kiếm chân lý, cái thiện và cái đẹp.

#### Phần dành cho Giáo dục
Bộ Giáo dục cộng tác với các Giám mục giáo phận / Giám mục, Hội đồng Giám mục và Cơ cấu Thứ bậc Phương Đông để các nguyên tắc cơ bản của giáo dục, đặc biệt là Giáo dục Công giáo, có thể được tiếp nhận và đào sâu để chúng có thể được thực hiện theo ngữ cảnh và văn hóa. Nó có thẩm quyền thực hiện các thủ tục cần thiết để được các Quốc gia công nhận các văn bằng học thuật được cấp nhân danh Tòa thánh, đồng thời phê duyệt và thành lập các Viện Nghiên cứu Đại học và các cơ sở học thuật khác của Giáo hội.

#### Các tổ chức liên kết

##### Hội động Giáo hoàng cho các Ơn gọi Giáo hội
Công việc của Giáo hoàng về Ơn gọi Giáo hội có nhiệm vụ cổ vũ các ơn gọi làm linh mục của Giáo hội Công giáo. Nó có trách nhiệm tăng cường mong muốn thúc đẩy, bảo vệ và hỗ trợ các ơn gọi của Giáo hội; phổ biến một quan niệm chính xác về phẩm giá và sự cần thiết của chức linh mục Công giáo; và kêu gọi các tín hữu trên toàn thế giới kết hợp chặt chẽ với những lời cầu nguyện và thực hành ngoan đạo.  Chủ tịch của Ủy ban là Tổng trưởng ngoại giao.

##### Học viện Giáo hoàng
Bộ Văn hóa và Giáo dục cũng điều phối hoạt động của một số Học viện Giáo hoàng, một số trong số đó có nền tảng cổ xưa, trong đó các nhân vật quốc tế chính của khoa học thần học và nhân văn được đồng lựa chọn, được lựa chọn giữa các tín hữu và những người không tin. Đây hiện là:
1. Giáo hoàng Học viện Mỹ thuật và Thư tín của Virtuosi al Pantheon ;
2. Giáo hoàng Học viện Khảo cổ học ;
3. Giáo hoàng Học viện Thần học ;
4. Giáo hoàng Học viện Thánh Thomas Aquinas ;
5. Giáo hoàng Học viện Thánh Mẫu học
6. Giáo hoàng Học viện Các Thánh Tử đạo
7. Học viện Giáo hoàng về tiếng Latinh .

Bộ Giáo dân, Gia đình và Sự sống
Ngày 15 tháng 8 năm 2016, Đức Thánh Cha Phanxicô đã công bố việc thành lập Bộ Giáo dân, Gia đình và Sự sống, có hiệu lực từ ngày 1 tháng 9 năm 2016. Bộ này đã tiếp nhận các trách nhiệm của Hội đồng Giáo hoàng về Giáo dân và Hội đồng Giáo hoàng về Gia đình.  Tổng trưởng hiện nay là Hồng y Kevin Farrell (từ 2016).

#### Tổ chức được liên kết

##### Ủy ban COVID-19 của Vatican
Ủy ban COVID-19 của Vatican được thành lập để bày tỏ sự quan tâm và chăm sóc của Giáo hội đối với toàn thể gia đình nhân loại đang đối mặt với đại dịch COVID-19. Dựa trên nhiều kiến thức chuyên môn từ các cộng đồng địa phương, các nền tảng toàn cầu và các chuyên gia học thuật, Ủy ban tìm kiếm những thay đổi rộng rãi, táo bạo: nhân phẩm trong công việc, cấu trúc mới vì lợi ích chung, đoàn kết tại trung tâm của quản trị và bản chất hài hòa với các hệ thống xã hội . Chủ tịch của ủy ban là Tổng trưởng ngoại giao.

### Bộ Giải thích Văn bản Giáo luật
Nhiệm vụ hàng đầu của Hội đồng là giải thích xác thực các luật phổ quát của Giáo hội;quảng bá và truyền bá trong Giáo hội kiến thức và sự chấp nhận giáo luật của Giáo hội Latinh và của các Giáo hội Đông phương, đồng thời cung cấp hỗ trợ trong việc áp dụng đúng. Nó thực hiện các nhiệm vụ của mình trong sự phục vụ của Giáo hoàng La Mã, của các cơ quan và văn phòng giám tuyển, của các Giám mục giáo phận / thượng nghị, của các Hội đồng Giám mục, của các cơ cấu phẩm trật phương Đông, và cả những người điều hành tối cao của các Viện Đời sống thánh hiến. và của Hiệp hội Đời sống Tông đồ của quyền giáo hoàng. Khi thực hiện các nhiệm vụ của mình, nó tận dụng sự cộng tác của các nhà kinh điển thuộc các nền văn hóa khác nhau và làm việc trên các lục địa khác nhau. Nó thúc đẩy việc nghiên cứu Giáo luật của Giáo hội Latinh và của các Giáo hội Đông phương cũng như các văn bản lập pháp khác bằng cách tổ chức các cuộc họp, hội nghị liên giáo phận và bằng cách thúc đẩy các hiệp hội của các nhà giáo luật quốc tế và quốc gia. .
Chủ tịch Hội đồng hiện nay là Tổng giám mục Filippo Iannone và Tổng thư ký là Giám mục Juan Ignacio Arrieta Ochoa de Chinchetru.

### Bộ Truyền thông
Là cơ quan do Giáo hoàng Phanxicô thành lập dựa trên việc hợp nhất: Hội đồng Tòa Thánh về Truyền thông Xã hội, Phòng Báo chí Tòa Thánh, Phòng Internet Tòa Thánh, Đài phát thanh Vatican, Trung tâm Truyền hình Vatican, báo Osservatore Romano, Nhà in Vatican, Phòng Nhiếp ảnh, và nhà xuất bản Vatican. Cơ quan này giám sát các hoạt động truyền thông của Vatican. Bộ thống nhất tất cả các cơ quan của Tòa thánh trong lĩnh vực truyền thông, để toàn bộ hệ thống đáp ứng một cách mạch lạc với các nhu cầu của sứ mệnh truyền bá Phúc âm hóa của Giáo hội trong bối cảnh được đặc trưng bởi sự hiện diện và phát triển của phương tiện kỹ thuật số, bởi các yếu tố hội tụ và tương tác. Bộ cung cấp cho các nhu cầu của sứ mệnh truyền bá Phúc âm của Giáo hội bằng cách sử dụng các mô hình sản xuất, đổi mới công nghệ và các hình thức truyền thông hiện có và những mô hình có thể phát triển trong thời gian tới. Ngoài các chức năng hoạt động rõ ràng được giao cho nó, còn đào sâu và phát triển các khía cạnh thần học và mục vụ của Giáo hội ,hoạt động giao tiếp. Bộ trưởng hiện tại là Tiến sĩ Paolo Ruffini.

#### Các tổ chức liên kết

##### Vatican Press
Báo chí Vatican hoạt động trong lĩnh vực công nghệ và sản xuất, tiếp tục thực hiện tất cả các hoạt động liên quan đến việc in ấn và đóng gói các tài liệu của Giáo hoàng, và các tài liệu chính thức của các giáo triều và văn phòng khác nhau của Tòa thánh và Vatican. Ngoài ra, nó còn in tờ báo L'Osservatore Romano của Vatican , và nó chăm sóc các ấn phẩm biên tập khác của các đơn vị có liên hệ với Tòa thánh.

##### L’Osservatore Romano
L’Osservatore Romano là tờ nhật báo của Nhà nước Thành quốc Vatican, đưa tin về các hoạt động của Tòa thánh và các sự kiện diễn ra trong Giáo hội cũng như trên thế giới. Tổng biên tập hiện tại là Giáo sư Andrea Monda.

##### Văn phòng Báo chí Tòa thánh
Văn phòng Báo chí Tòa Thánh công bố tin tức chính thức về các hoạt động của Đức Thánh Cha và của các cơ quan khác nhau của Tòa Thánh. Điều này bao gồm các bài phát biểu, thông điệp và các tài liệu khác, cũng như các tuyên bố do Giám đốc Văn phòng Báo chí đưa ra. Giám đốc hiện tại là Matteo Bruni .

## Các Tòa án
Giáo triều Rôma có ba tòa án:

### Tòa Ân giải Tối cao
Tòa Ân giải Tối cao (Sacra Paenitentiaria) được mệnh danh là "tòa án của lòng thương xót", có quyền hạn trong phạm vi tòa trong (bí tích hay ngoài bí tích). Tòa ra phán quyết về những vấn đề lương tâm, tha thứ của tội lỗi, án phạt; tháo gỡ lời khấn tu và ban các ân xá.
Chánh án hiện nay là Hồng y Mauro Piacenza.

### Tòa Thượng thẩm Rota
Tòa Thượng thẩm Rota (Tribunal Apostolicum Rotae Romanae) là tòa phúc thẩm cho mọi vụ việc kháng án lên Tòa Thánh. Toà có quyền quyết định các vụ việc liên can đến giá trị pháp lý hôn nhân Công giáo.
Trưởng Tòa Thượng thẩm hiện nay là Đức Ông Pio Vito Pinto và Phó Tòa Thượng thẩm là Đức Ông Maurice Monier.

### Tối cao Pháp viện
Tối cao Pháp viện Tông tòa (Supremum Tribunal Signaturae Apostolicae) là tòa án tối cao của Giáo hội để giải quyết những vụ việc liên quan đến thủ tục tố tụng dân sự, kiểm tra việc tuân thủ luật lệ và quyền lợi ở mức độ cao nhất. Đây cũng là tòa án tối cao của quốc gia Vatican.
Tổng trưởng hiện nay là Hồng y Dominique François Joseph Mamberti và Tổng thư ký là giám mục Giuseppe Sciacca.

## Các Văn phòng

### Văn phòng Quản lý Tông Tòa
Văn phòng chịu trách nhiệm quản lý tài chính và quyền lợi của Toà Thánh, từ lúc vị Giáo hoàng qua đời cho đến khi có vị Giáo hoàng mới kế vị, theo một số luật đặc biệt của Giáo hội.

### Văn phòng Quản trị Tài sản Tông Tòa
Văn phòng này quản lý các bất động sản của Tòa Thánh dưới sự chỉ đạo của các đại diện Giáo hoàng.

### Văn phòng Kinh tế Tòa Thánh
Văn phòng lo việc tài chính, phối hợp và giám sát quản lý các động sản của Tòa Thánh.

## Các Ủy ban giáo hoàng
Ngoài ra, Giáo triều Rôma còn một số cơ quan thấp hơn để phục vụ, nghiên cứu cho sinh hoạt phong phú của Giáo hội trong thời đại văn minh hiện nay.

## Đội cận vệ Thụy Sĩ

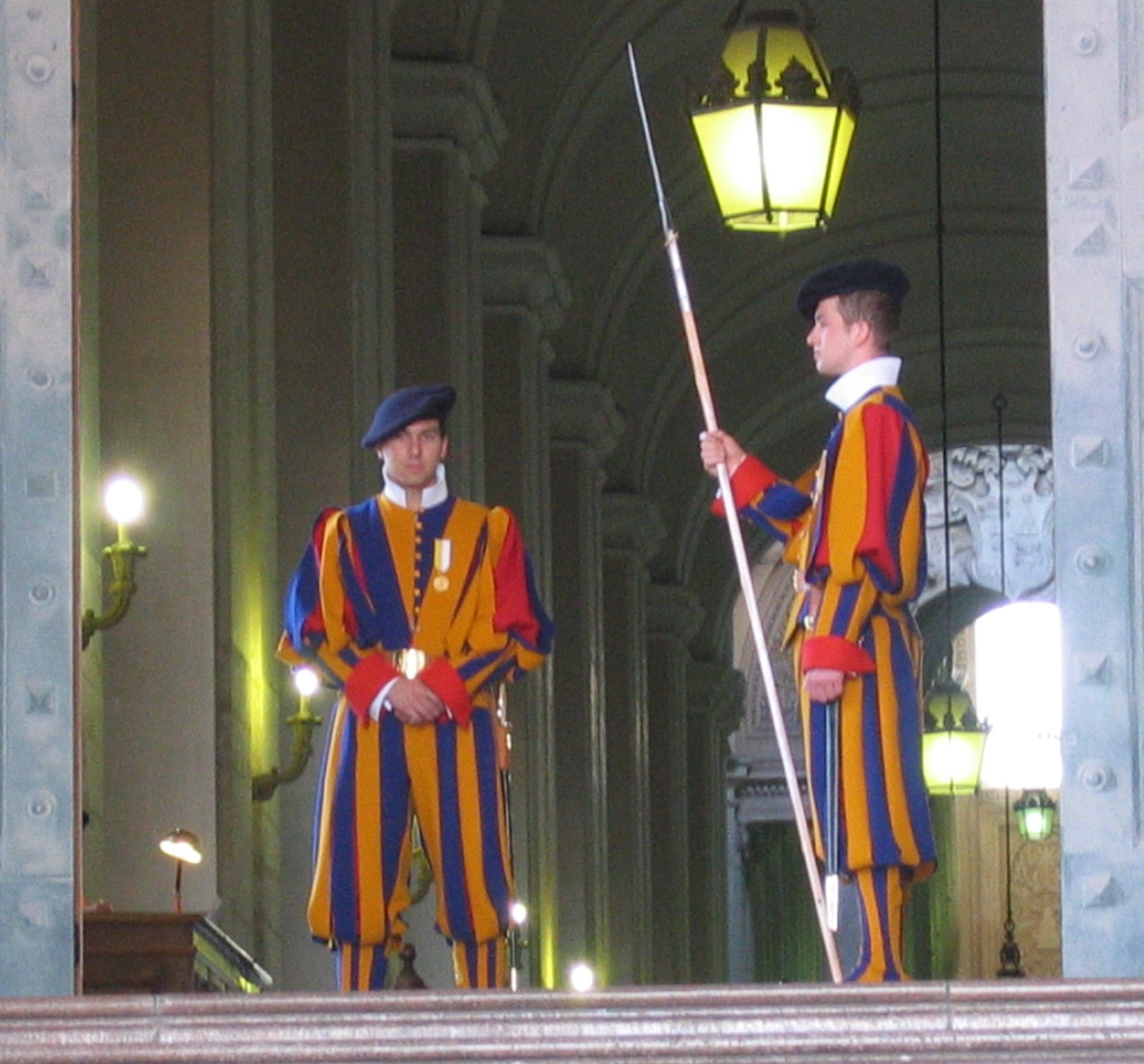
Vệ binh Thụy Sĩ đang canh gác.

Đội cận vệ Thụy Sĩ là một lực lượng chịu trách nhiệm bảo vệ tính mạng cho Giáo hoàng kể từ năm 1506, bao gồm cả việc đảm bảo an ninh khi ra vào Điện Tông Tòa và thành Vatican. Tuy Vatican dùng tiếng Latinh làm ngôn ngữ chính thức nhưng Đội cận vệ Thụy Sĩ lại nói tiếng Đức. Thực tế, họ còn phục vụ như là lực lượng quân đội của thành Vatican, dù không chính thức, họ được coi là quân đội kế thừa lâu đời nhất trên thế giới. Đến năm 2003, đội cận vệ này gồm 134 chiến sĩ.

## Các Viện hàn lâm giáo hoàng
Viện hàn lâm giáo hoàng là một hiệp hội học thuật được Tòa Thánh thành lập hoặc điều hành.

## Các phòng phụ trợ
Ngoài ra, Giáo triều Rôma còn một số cơ quan thấp hơn để phục vụ, nghiên cứu cho sinh hoạt phong phú của Giáo hội trong thời đại văn minh hiện nay. Chúng ta có thể kể tóm tắt theo tên các cơ quan sau đây:

### Phòng Quản gia Giáo hoàng
Phòng này quản lý nhà nguyện riêng của Giáo hoàng và các giám chức thuộc quản gia. Sắp xếp đón tiếp khách của Giáo hoàng; lập kế hoạch cho các cuộc thăm viếng của Giáo hoàng ra ngoài Vatican; các nghi thức tiếp khách, tổ chức các buổi tiếp kiến hàng tuần vào ngày Thứ Tư của Giáo hoàng với giáo dân; lo tổ chức và trật tự các Thánh lễ và các buổi cử hành phụng vụ do Giáo hoàng chủ sự.

### Phòng các buổi Cử hành Phụng vụ của Giáo hoàng
Phòng này lo các nghi lễ phụng vụ và các nghi lễ khác của Giáo hoàng hay nhân danh Giáo hoàng.